# Gyrinus elongatus
Gyrinus elongatus là một loài bọ cánh cứng trong họ van Gyrinidae. Loài này được Marsham miêu tả khoa học năm 1802.